# حرکت جنگی: اقدام مستقیم
حرکت جنگی: اقدام مستقیم (به انگلیسی: Act of War: Direct Action) نام یکی از بازی‌های رایانه‌ای به سبک استراتژی همزمان است که توسط اوگن سیستمز ساخته شده، و به وسیلهٔ آتاری در مارس ۲۰۰۵ برای مایکروسافت ویندوز منتشر شده‌است. در این بازی یک گروه تروریستی به نام Consortium (ائتلاف) وجود دارد که هدف اصلی آن‌ها بی‌ثبات کردن آمریکا با استفاده از حملات جسورانه می‌باشد. در پاسخ، ارتش آمریکا Task Force Talon (گروه رزمی تَلون) را بکار می‌گیرد. یک گروه ضد تروریستی کاملاً ماهر. گروه رزمی تلون یک گروه ممتاز متشکل از اعضای تمام رسته‌های ارتشی است. به عنوان یک تیم «اقدام مستقیم» این گروه قابلیت مقابله کردن با تروریست‌ها را دارد.